# Radek Kaiser
Radek Kaiser (* 26. prosince 1982 Havířov) je český lékař, specializací neurochirurg a spondylochirurg, a neurovědec. 

## Profesní život
Vystudoval lékařství na 1. lékařské fakultě Univerzity Karlovy, přičemž jeden semestr strávil v rámci programu Erasmus na Univerzitě Heinricha Heineho v Düsseldorfu. Následně absolvoval doktorské studium neurověd na 3. lékařské fakultě UK. Zúčastnil se stáží na neurochirurgických pracovištích ve Vídni, Glasgowě a Londýně a výzkumného projektu v rámci programu IFMSA na ortopedii v súdánském Chartúmu. V letech 2007–13 pracoval na Neurochirurgické klinice FN Královské Vinohrady, poté absolvoval roční klinicko-výzkumný pracovní pobyt v Centru pro studium a chirurgii páteře v Univerzitní nemocnici v Nottinghamu ve Velké Británii.
Po atestaci z neurochirurgie nastoupil roku 2015 na Neurochirurgickou kliniku ÚVN Praha. V roce 2021 obhájil habilitační práci na téma Lumbosakrální diskopatie a byl jmenován docentem neurochirurgie na 1. LF UK. V témže roce získal specializovanou způsobilost v oboru spondylochirurgie a Evropský diplom páteřní chirurgie vyššího stupně. V roce 2023 nastoupil jako neurochirurg v Univerzitní nemocnici Oxford. Roku 2025 byl zvolen Visiting Fellow na Wadham College a jmenován hostujícím profesorem neurochirurgických věd na Oxfordské univerzitě. Nadále působí jako vědecký pracovník Anatomického ústavu 2. LF UK, školitel Ph.D. studentů v programu Experimentální chirurgie na 1. LF UK a člen oborové rady Anatomie, histologie a embryologie Lékařské fakulty UK v Plzni.
Jeho hlavními klinickými a vědeckými zájmy jsou postižení páteře a periferních nervů,  ale i neurotraumatologie a neuroonkologie. Publikoval více než 90 prací převážně v zahraničních odborných časopisech  a monografii Chirurgie hlavových a periferních nervů s atlasem přístupů. Je hlavním autorem studie SPINUS I prokazující výraznou efektivitu páteřní fúze u pacientů s chronickou bolestí zad a pozitivním nálezem na vyšetření metodou nukleární medicíny (SPECT/CT). Založil mezinárodní výzkumnou skupinu Oxford - Prague Spine and Nerve Research Group sdružující experty z Oxfordu i Univerzity Karlovy zkoumající mimo jiné inovativní rekonstrukční metody nervových poranění.
Působí jako předseda Komise pro vzdělávací program Evropské společnosti páteřní chirurgie EUROSPINE a je zakládajícím členem Sekce chirurgie periferních nervů Evropské neurochirurgické společnosti EANS.
Ve sněmovních volbách v roce 2025 kandiduje na 25. místě kandidátní listiny hnutí STAN v Praze.

## Vědecká ocenění
- Cena Otto Vlacha za nejlepší publikaci v oboru spondylochirurgie za rok 2023
- Cena ředitele ÚVN za nejlepší vědeckou práci za roky 2017, 2018, 2020 a 2023 [12]
- Cena České lékařské společnosti Jana Evangelisty Purkyně pro nejlepší monografie roku 2016 [7]
- Cena výboru České neurochirurgické společnosti, 2016 (za monografii) [7]
- Děkovný list děkana 3. LF UK, 2013 (za vědecké výsledky v rámci PhD studia)
- Mimořádná cena rektora Univerzity Karlovy, 2012 (za vědecké výsledky v rámci PhD studia) [13][14]
- Cena Josefa Hlávky pro talentované studenty vysokých škol, 2012 [15]
- Studentská vědecká konference 3. LF UK 2012, 1. místo

## Rozhovory
- Výhřez ploténky může zničit sexuální život. Řešení existuje, říká neurochirurg z Oxfordu Kaiser
- iDNES.tv: Jednou nad bolestí vyhrajeme, říká první český profesor neurochirurgie z Oxfordu
- Česká televize - Sama doma: Mikrochirurgie periferních nervů
- iDnes.cz: Náš výzkum je malou revolucí v páteřní chirurgii, míní český lékař z Oxfordu
- Forum - Magazín Univerzity Karlovy: Český profesor z Oxfordu: Dobrý chirurg ví, kdy neoperovat
- Spinal Surgery News: Researcher in focus Q&A with Radek Kaiser